# Hannibal ante portas!
Hannibal ante portas ("Hanibal pred vratima") jest latinska poslovica sa značenjem "prijeti nam najveća opasnost."
Izvorna se formulacija, Hannibal ad portas ("Hanibal na vratima"), može naći kod rimskog političara i pisca Marka Tulija Cicerona, u prvom govoru protiv Marka Antonija (tzv. prva Filipika, gl. 5), te u filozofskoj raspravi O krajnostima dobra i zla (De finibus bonorum et malorum, 4, 22); formulacijom se koristi i povjesničar Tit Livije (Ab Urbe condita, 23, 16).